# Rosa ×centifolia
Rosier cent-feuilles
Espèce
Classification phylogénétique
Le Rosier cent-feuilles, Rosa ×centifolia, est une espèce de plantes à fleurs de la famille des Rosaceae. C'est un rosier hybride dont l'histoire précise ne nous est pas connue. 
« Cent-feuilles » fait référence au grand nombre de pétales de la fleur. Ce rosier est aussi appelé « rose de mai », « rose chou », « rose de Hollande » (ou de Batavie) ou « rosier de Provence ». Ce dernier nom vient d'une confusion introduite par le nom de Rosa provincialis que lui avait donné en 1768 le botaniste écossais Miller, en souvenir de Province, terme anglais pour Provins, qui qualifiait autrefois nombre d'hybrides de Rosa gallica.

## Historique
Connue dès l'Antiquité, cette forme a été très développée par des sélectionneurs néerlandais à partir du XVIIe siècle puis par des obtenteurs français à partir du XIXe siècle.
Comme dans les autres groupes de roses anciennes, nombre de variétés obtenues ont disparu.
Rosa centifolia a produit par mutation une autre famille de roses anciennes, fameuses, les rosiers mousseux.
Il s'agit d'un hybride complexe, issu probablement de Rosa gallica, Rosa moschata, Rosa canina et Rosa damascena (Huxley 1992) et peut-être de Rosa phoenicia.
L'histoire de sa création n'est pas documentée, mais les études génétiques menées par le Dr Hurst montrent qu'il ne s'agit pas d'une espèce à part entière, mais d'hybrides d'apparition voulue et récente.
Charles de l'Écluse dit avoir observé un rosier presque blanc à plus de 120 pétales en 1591 et, dans son herbier, le botaniste anglais Gerard note la « Great Holland Rose » qu'il nomme aussi 'Great Province'. C'est en 1753 que Linné la nomme Rosa ×centifolia.
Entre 1580 et 1710, les rosiéristes hollandais ont créé plus de 200 variétés de Rosa ×centifolia.

## Description
La plante a l'aspect d'un buisson, pouvant atteindre 1,5 à 2 m de haut, avec de longues tiges arquées, retombantes et couvertes de nombreux aiguillons. C'est une plante drageonnante.
Les feuilles, composées imparipennées, de 5 à 7 folioles, sont vert grisâtre.
Les fleurs sont rondes et globuleuses, aux fins pétales très nombreux, imbriqués, de couleur rose pour le type de l'espèce, moins souvent blanc ou rouge-pourpre foncé. Elles sont inclinées, leur pédoncule ayant des difficultés à soutenir leur poids.
Elles ont toutes un parfum doux et sucré.
Quand on frotte doucement le dessous des boutons sans pincer la tige, il reste sur les doigts une odeur épicée assez caractéristique.

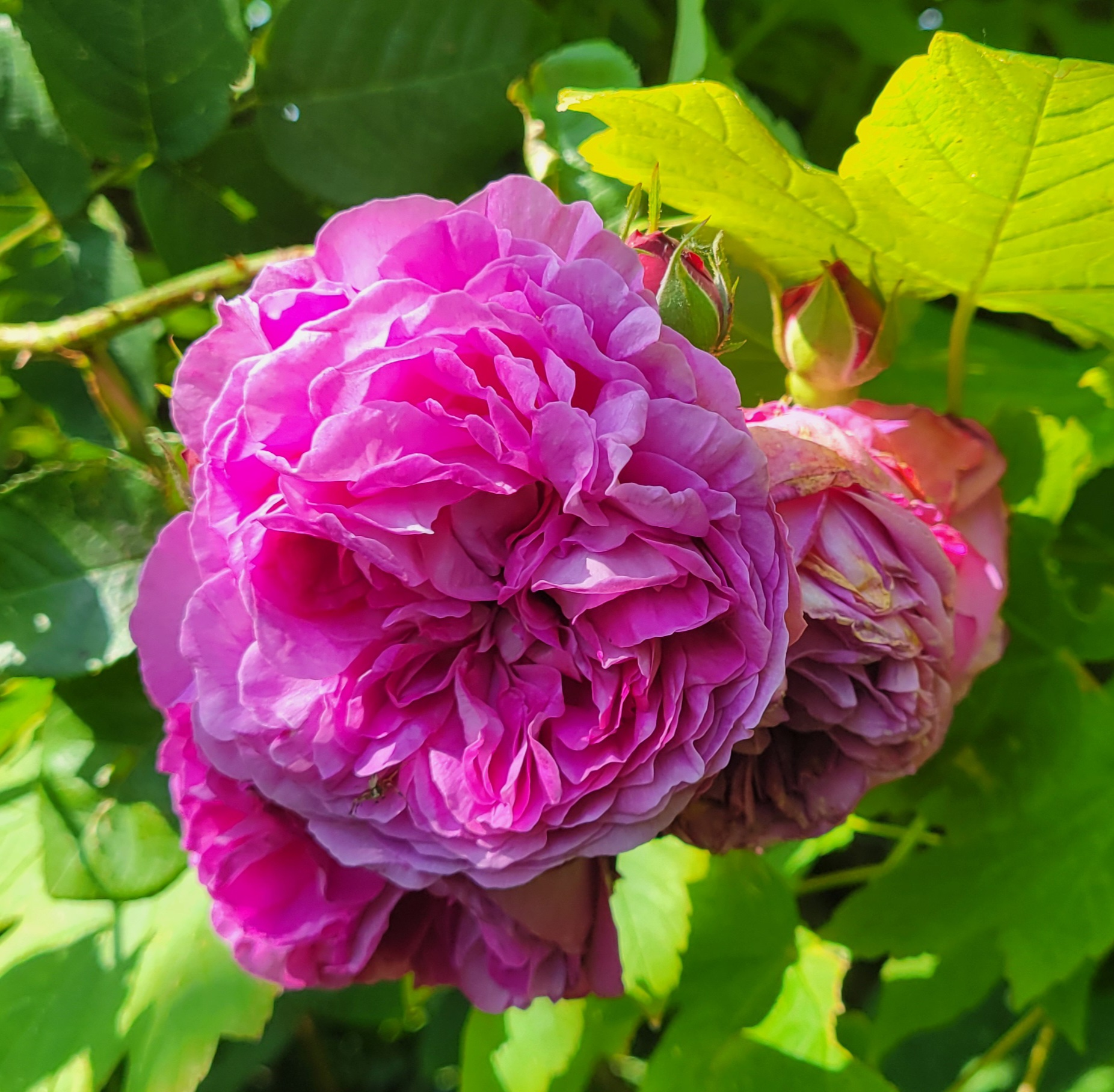
Rose Centfeuille type (Rosa Centifolia)

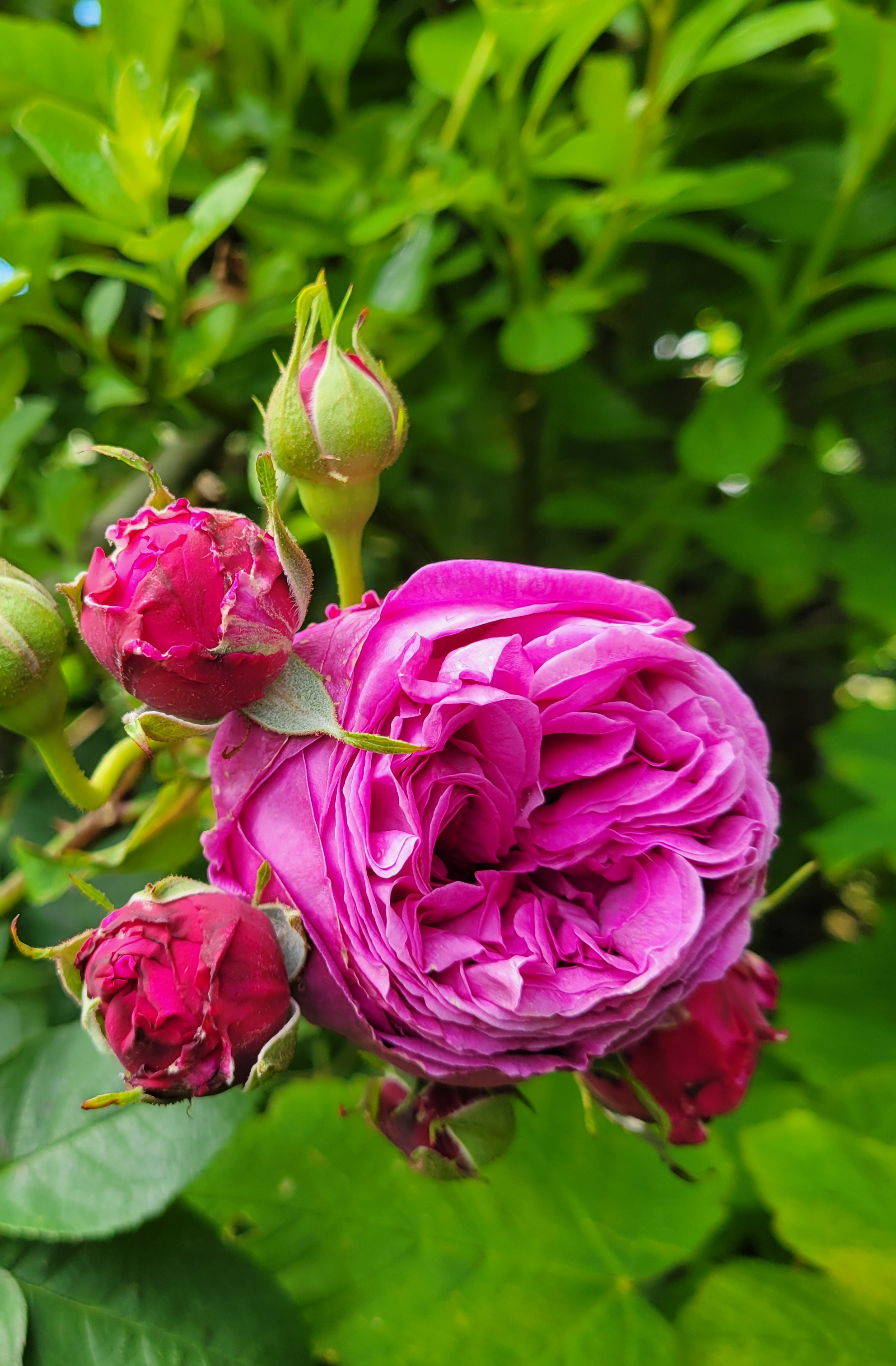
Fleur dite "Rose Chou"

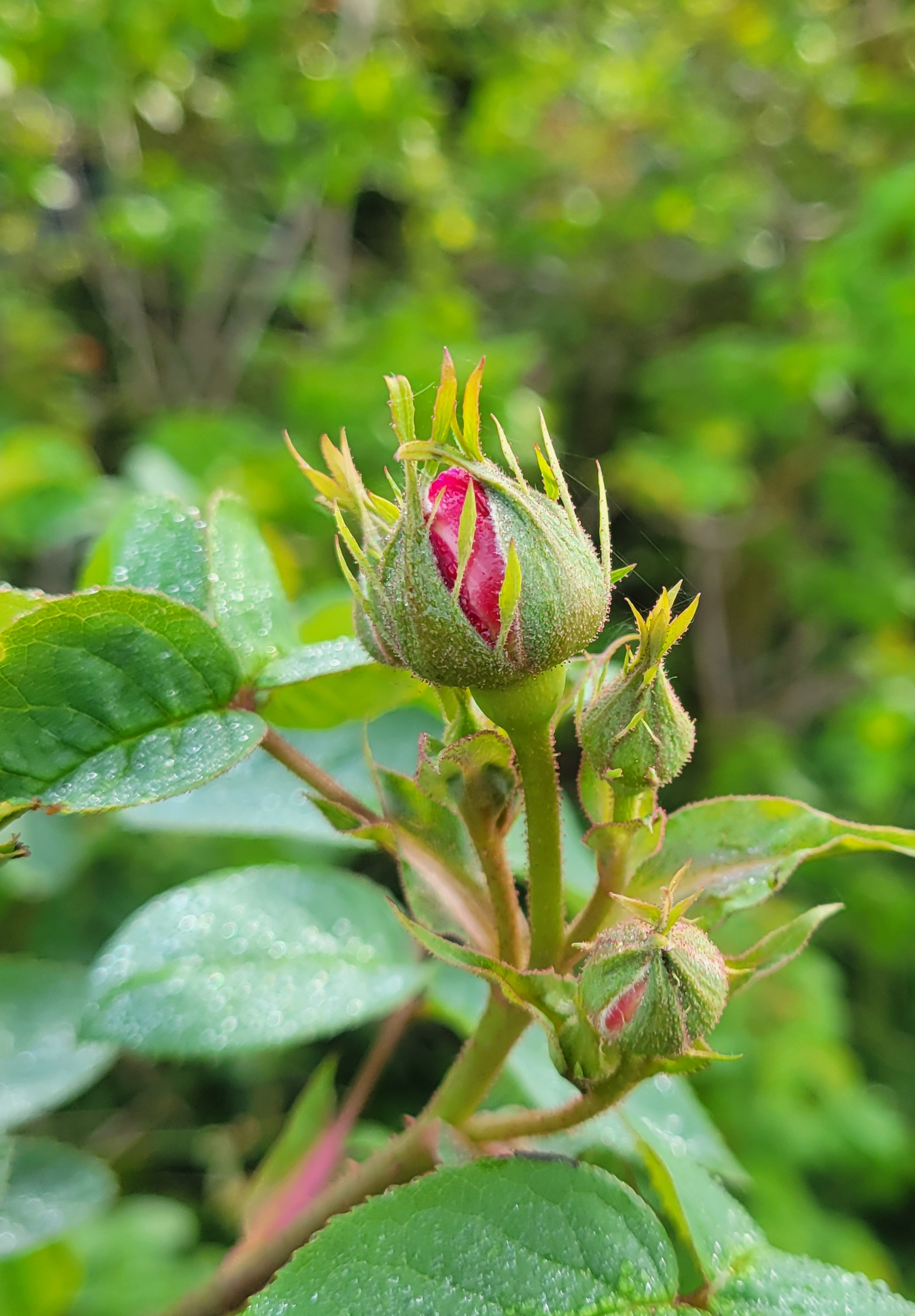
Rosa Centifolia (Bouton près d'éclore)

La floraison est non remontante.

## Utilisation, types et hybrides

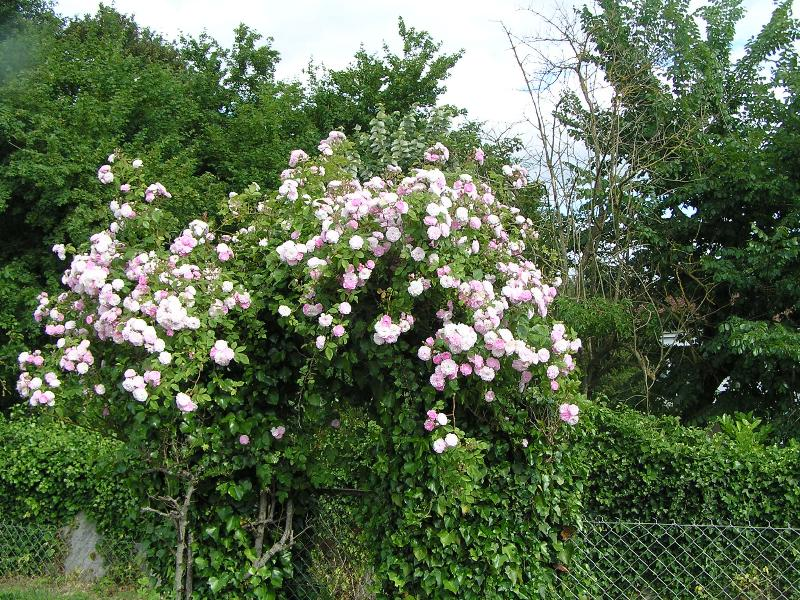
'Pompon Rose'.

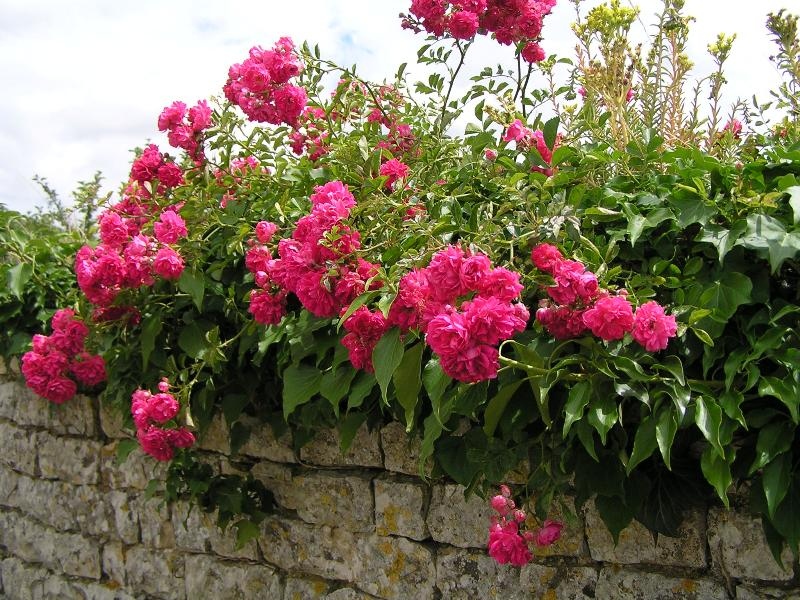
'Pompon Rouge' ou 'Pompon de Bourgogne'.

Rosa ×centifolia est largement cultivée, notamment pour la production d'essence de rose à partir des fleurs, et ainsi utilisé en parfumerie. On la cultive beaucoup à Grasse et en Afrique du Nord notamment au Maroc. Cet hybride n'est jamais remontant et ne donne qu'une récolte par an, ce qui explique en partie son prix extrêmement élevé.
Quelques variétés de cent-feuilles encore cultivées :
- - Rosa ×centifolia, à fleurs roses, est l'hybride type :
  - 'Pompon des Dames' ou 'Petite de Hollande';
  - Rosa × centifolia Pomponia, pompon rose ou 'Pompon de Meaux', à multiples petites fleurs rose pâle à centre rose soutenu, et sa mutation 'Pompon blanc' ;
  - Rosa × centifolia Major (1597) ou 'Rose des peintres' à fleurs rose clair très doubles à œil central.
  - Rosa × centifolia Bullata, à fleurs roses très doubles ;
  - Rosa × centifolia Cristata (1827) ou 'Chapeau de Napoléon', rose foncé, mutation spontanée proche des « mousseux » ;
  - Rosa × centifolia Minima ;
  - Rosa × centifolia Parvifolia (1664) ou 'Pompon de Bourgogne', à multiples petites fleurs rouge pourpre connu avant 1664.
  - Rosa × centifolia Variegata (Vibert 1835) aux fleurs blanches striées de rouge ;
  - Rosa × centifolia var. sancta Zab., Rosa ×richardii, la rose Sainte, ou rose de Saint-Jean, ou rose d'Abyssinie, haut de 50 cm, à grandes fleurs simples blanches groupées en corymbes
  - 'Minette', (Vibert, 1819) aux fleurs rose très pâle, fameuse en Scandinavie et en Russie car très résistante aux grands froids. ainsi le cultivar français 'Minette', qui s'est remis en situation sauvage en Suède ou en Finlande a été considéré comme rosier sauvage Rosa × suonum (Mustialanruusu). Le rosier appelé Mustiala en Finlande inconnu en dehors des pays nordiques est toutefois cultivé en France depuis 1819[4].
  - 'Blanchefleur', (Vibert, 1835) aux fleurs blanches teintées de rose, très doubles
  - 'Unique Blanche', ou 'Vierge de Cléry' sport d'un autre centifolia découvert dans un jardin anglais en 1775
  - 'Unique Rouge',
  - 'Unique Panachée', (Caron, 1821) qui est une mutation de 'Unique Rouge', blanche striée de rose
  - 'Fantin-Latour', rose
  - 'La Noblesse' (Soupert & Notting, 1856)